# Woodhaven (Queens)
Woodhaven es un vecindario del distrito de Queens de la ciudad de Nueva York. El vecindario limita con Forest Park al norte, Cypress Hills al oeste, Richmond Hill al este y Ozone Park al sur.
Woodhaven se encuentra en el Distrito Comunitario 9 de Queens, mientras que su código postal es 11421. Está patrullada por la 102.ª comisaría de la policía de Nueva York.

## Historia
Según el Departamento de Parques de la ciudad de Nueva York, la zona originalmente estuvo habitado por los nativos americanos de la tribu Lenape, hasta que comenzó el asentamiento europeo en Woodhaven a mediados del siglo XVIII y transformó el lugar en un pueblo dedicado a la agricultura.
En el año 1835, se empezó a desarrollar la villa bajo el nombre de Woodville. En 1853, los habitantes del lugar acordaron nombrar el lugar como Woodhaven, debido a que ya existía un lugar llamado Woodville en Nueva York.

## Demografía
Según los datos del censo de Estados Unidos de 2010, la población de Woodhaven era de 56 674 personas. Tiene una superficie de 345.23 hectáreas (3.45 km²) y una densidad de 66.4 habitantes por acre (42 500 por milla cuadrada; 16 400 por km²).
Las razas de los habitantes del barrio era el 17.3% (9798) blancos, el 53.5% (30 306) era hispánico o latino, el 6.1% (3458)  afroamericano, el 0.4% (250) nativo americano, el 17.4% (9856) era asiático, el 5.2% (2983) de otras razas.
En 2017, los ingresos familiares per cápita eran de USD 69 916. En 2018, según una estimación según un informe del Departamento de Salud e Higiene Mental de la Ciudad de Nueva York, la población tenía una expectación de vida mediana de 84.3 años.

## Policía y criminalidad
Woodhaven está patrullada por la 102.ª comisaría del NYPD.  La 102.ª comisaría obtuvo el vigésimo segundo lugar de 69 áreas patrulladas más seguras por delitos per-cápita en el año 2010. En 2018, tuvo una tasa de asalto no fatal de 43 por 100 000 personas, mientras que la tasa de encarcelamiento es de 345 por 100 000 personas, por lo que son más bajas que en otras ciudades.